# Utahi Egyetem
A Utahi Egyetem egy állami fenntartású kutatóegyetem és állami fenntartású oktatási intézmény az Egyesült Államokban az USA-ban. 1850-ben alapította Brigham Young.

## Tagság
Az egyetem az alábbi szervezeteknek a tagja:
- Digitális Könyvtárak Szövetsége
- Kutatókönyvtárak Szövetsége
- Pac-12 Conference
- arXiv
- ORCID
- DataCite
- Association of American Universities
- Amerikai Főiskolák és Egyetemek Szövetsége
- Amerikai Oktatási Tanács
- Nemzeti Bölcsészettudományi Szövetség
- Információhálózati Koalíció
- Association of Public and Land-grant Universities
- Kutatókönyvtárak Központja
- Scholarly Publishing and Academic Resources Coalition
- Coalition of Urban and Metropolitan Universities
- Council on Governmental Relations

## Leányszervezetek
Az egyetem alá az alábbi szervezetek tartoznak:
- Obert C. and Grace A. Tanner Humanities Center, University of Utah
- School of Dentistry, University of Utah
- Division of Otolaryngology, School of Medicine
- Utah Space Grant Consortium
- University of Utah Health Care
- David Eccles School of Business
- University of Utah Conference and Event Management

## Ingatlanok és szervezetek
Az egyetem alá az alábbi ingatlanoknak és szervezeteknek a tulajdonosa:
- Rice–Eccles Stadium
- Jon M. Huntsman Center
- K-UTE
- KUEU
- KUER-FM
- Robert Rice Stadium